# Charles Léopold Mayer
Charles Leopold Mayer (1881-1971) fue un bioquímico, filósofo humanista y materialista francés.

## Pensamiento
Mayer fue un pensador materialista. Argumentó que toda la materia viva es "irritable" y responde a los estímulos. Explicó los fenómenos de la vida sin recurrir a "causas finales". Creía que todos los organismos, desde las bacterias hasta los humanos, son conscientes. Mayer llamó a su doctrina "sensacionismo", que equiparó con la irritabilidad de la materia viva.  Sostenía la opinión de que toda la vida, incluida la del hombre, se basa en la irritabilidad. El pensamiento es la conciencia de la irritabilidad. Según Mayer "la vida está ligada a la sensación y no se puede entender sino a través de la sensación". Sostuvo que los organismos solo conocen el mundo por sus sensaciones y que este es un fenómeno mecánico en el sentido de que no hay diseño, causa final, sobrenaturalismo o teleología.  Suscribió las opiniones materialistas de Epicuro, en este sentido comentó que "en los asuntos humanos, el epicureísmo es la única ética natural que no exige un razonamiento profundo o sutil".  Varios de sus libros fueron traducidos por Harold Atkins Larrabee.
Mayer defendió el liberalismo progresista y se opuso al marxismo. Su libro Man: Mind or Matter? de 1951, apoyó una "filosofía renovada y rejuvenecida por el materialismo racionalista". Se opuso al materialismo dialéctico del marxismo y al materialismo pesimista del siglo XIX. Favoreció el materialismo ético individualista y optimista de Epicuro.  Mayer definió su "materialismo progresista" como una forma de humanismo, una "concepción de la vida que puede ser capaz de satisfacer nuestras necesidades más elevadas y profundas".  Mayer argumentó que el placer es la base del materialismo progresista.  Comentó que "la naturaleza o más exactamente la materia viva, no tiene otro propósito que seguir viviendo porque encuentra gran alegría en vivir" y el placer es el "producto de sensaciones puramente materiales". 
En 1982, se estableció la Fundación Charles Léopold Mayer para el Progreso de la Humanidad.

## Publicaciones Seleccionadas
- Hombre: ¿Mente o Materia? (1951)[2]
- Búsqueda de una nueva ética (1954)[9]
- Sensación: El origen de la vida (1961)[4]
- El hombre se enfrenta a su destino (1968)